# میرس، آستوریاس
میرس، آستوریاس (به اسپانیایی: Mieres, Asturias) یک منطقهٔ مسکونی در اسپانیا است که در آستوریاس واقع شده‌است.

## خصوصیات
میرس ۱۴۶٫۰۳ کیلومترمربع مساحت و ۴۴٬۴۵۹ نفر جمعیت دارد و ۳۸۶ متر بالاتر از سطح دریا واقع شده‌است.